# Cataglyphis fortis
Espèce
Cataglyphis fortis est une espèce de fourmis du genre Cataglyphis. En Tunisie, ces fourmis peuplent les marais salants où elles fourragent des arthropodes morts de chaleur.

## Navigation et podomètre

### Mesure de l'angle du Soleil
Cette fourmi s'aventure loin de son terrier dans le Sahara où les repères sont pourtant rares. Elle prend régulièrement la mesure de son angle par rapport au Soleil. Ainsi, cette fourmi peut s'aventurer loin de son nid à la recherche de nourriture. En raison de la chaleur étouffante, elle ne peut faire cela qu'environ 3 à 5 minutes/jour (durant la période la plus chaude de la journée, où tous ses prédateurs s'abritent du Soleil). Quand la fourmi trouve un insecte mort, elle regarde le Soleil et sait exactement quel est le plus court chemin de retour vers le nid. Des chercheurs de l'Institut Max Planck pour l'Écologie Chimique ont également vérifié que l'odeur permet aux fourmis de repérer l'entrée du nid.
Cette compétence, qui a également été observée dans le comportement de recherche de nourriture chez les abeilles, est essentielle à la survie de cette espèce de fourmis. Dans le Sahara, et par rapport à sa taille, Cataglyphis fortis serait la créature qui s'aventurerait le plus loin de son nid[réf. nécessaire].

### Podomètre
La fourmi semble utiliser un podomètre pour compter ses pas dans cet environnement hostile, où les odeurs disparaissent rapidement, lui permettant de faire un "compte à rebours" pour retrouver son nid. Si on modifie la longueur des jambes des fourmis, elles font une erreur proportionnelle au retour vers leurs nids.